# Gríl·lids
Els gríl·lids (Gryllidae) són una família d'ortòpters ensífers que inclou cap a 900 espècies conegudes, entre altres els populars grills (grilla si és de sexe femení) (rics o riquets a Eivissa i grius o griuets a Menorca). Es diferencien d'altres ortòpters, com els llagosts, pel fet de tenir el cos més pla i les antenes molt més llargues.
El "cant" o ric, ric-ric (que també dona nom a l'animal) dels grills sols el fan els mascles, amb les ales dentades que actuen com un violí. El so produït s'anomena estridulació i és diferent en cada espècie; a més, la freqüència depèn de la temperatura.
Sobre els grills s'ha elaborat molt de folklore a tot el món. En algunes cultures se'ls mengen. De fet una de les espècies més consumides a nivell global és el grill domèstic, entre d'altres grills. Se'n crien com a aliment de mascotes, rèptils especialment. O se'ls té com a mascota, com a l'antiga Grècia o l'Antiga Xina.

## Biologia
Els grills són insectes relativament indefensos i de cos tou. La majoria de les espècies són nocturnes i es passen el dia amagades en esquerdes, sota escorça, dins de les fulles que s'arrosseguen, sota pedres o troncs caiguts, en fulles enrotllades o en les esquerdes del sòl que es desenvolupen en temps secs. Alguns excaven els seus propis forats poc profunds a la fusta podrida o sota terra i es pleguen a les antenes per ocultar-ne la presència. Alguns d'aquests caus són refugis temporals, utilitzats per un sol dia, però d'altres serveixen com a residències i llocs més permanents per emparellar-se i fer la posta d'ous. Els grills fan forat soltant la terra amb les mandíbules i després portant-la cap enrere amb les extremitats, llançant-la cap enrere amb les potes posteriors o empenyent-la amb el cap.
Altres estratègies defensives són l'ús de camuflatge, fugida i agressió. Algunes espècies han adoptat coloracions, formes i patrons que dificulten la detecció de depredadors que cacen ajudats de la vista. Solen exhibir tons apagats foscos de color marró, gris i verd que es fonen amb el fons, i les espècies del desert tendeixen a ser pàl·lides. Algunes espècies poden volar, però el mode de vol acostuma a ser maldestre, per la qual cosa la resposta més habitual al perill és escapolir-se per trobar un amagatall.

## Carrisqueig
La cantarella dels grills, cric-cric, estridulació o carrisqueig es produeix en aixecant obliquament els dos èlitres. L'èlitre dret, que porta a la seva part inferior una vena alar gruixuda amb un relleu dentat com si fos una pinta, cobreix sempre l'èlitre esquerre que té la vena alar afilada com una rasqueta, que actua com una pua de guitarra. Els èlitres es mantenen en un angle amb el cos i s'aixequen i baixen rítmicament, cosa que fa que el rascador d'una ala fregui sobre la pinta de l'altra. La part central dels èlitres conté una zona de gruixuda membrana esclerotitzada que ressona i amplifica el volum de so, amb ajuda de la cambra d'aire entre la tegmina i la paret dorsal del cos. La majoria dels grills femenins no tenen les adaptacions necessàries per estridular, de manera que no sonen. El grill és, per tant, dretà, a diferència del saltamartí. Els grills desensibilitzen el seu sistema auditiu per no deixar-se confondre amb la seva pròpia cançó.
La cantarella del grill pot servir com a indicador de la temperatura. La taula següent mostra les equacions per a tres de les espècies més comunes:
| Espècie                    | Equació |
| -------------------------- | --- |
| Grill de camp              | {\displaystyle {\mbox{Temperatura °C}}={\cfrac {{\cfrac {\mbox{(Núm. cants x minut)-40}}{\mbox{4}}}+18}{1.8}}}   |
| Grill de l'arbre de la neu | {\displaystyle {\mbox{Temperatura °C}}={\cfrac {{\cfrac {\mbox{(Núm. cants x minut)-92}}{\mbox{4.7}}}+18}{1.8}}} |
| Ensífers                   | {\displaystyle {\mbox{Temperatura °C}}={\cfrac {{\cfrac {\mbox{(Núm. cants x minut)-40}}{\mbox{3}}}+28}{1.8}}}   |

## Taxonomia
El Cladograma de Gwynne, 1995:

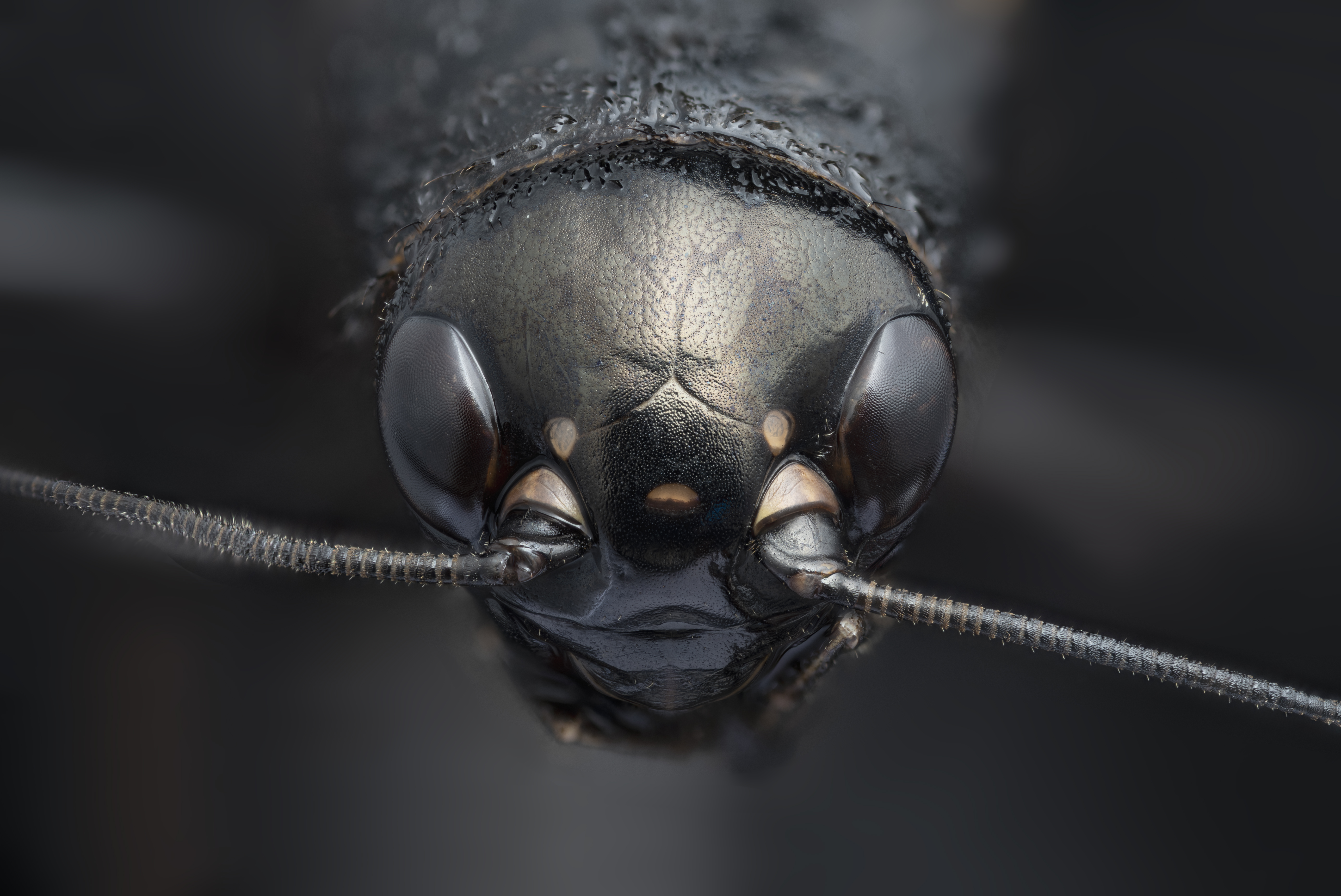
Cap d'un Teleogryllus commodus

| Grylloidea | \| \| Gryllidae (grill) \| \| \| \| \| \| Gryllotalpidae, Mogoplistidae i Myrmecophilidae \| \| \| \| |
|            | \| \| Gryllidae (grill) \| \| \| \| \| \| Gryllotalpidae, Mogoplistidae i Myrmecophilidae \| \| \| \| |
|            | Schizodactylidae (grills de potes aplanades)                                                          |
|            | |
|            | Gryllidae (grill)                                                                                     |
|            | |
|            | Gryllotalpidae, Mogoplistidae i Myrmecophilidae                                                       |
|            | |

|  | Gryllidae (grill)                               |
|  |                                                 |
|  | Gryllotalpidae, Mogoplistidae i Myrmecophilidae |
|  |                                                 |

| Grylloidea | \| \| Gryllidae (grill) \| \| \| \| \| \| Gryllotalpidae, Mogoplistidae i Myrmecophilidae \| \| \| \| |
|            | \| \| Gryllidae (grill) \| \| \| \| \| \| Gryllotalpidae, Mogoplistidae i Myrmecophilidae \| \| \| \| |
|            | Schizodactylidae (grills de potes aplanades)                                                          |
|            | |
|            | Gryllidae (grill)                                                                                     |
|            | |
|            | Gryllotalpidae, Mogoplistidae i Myrmecophilidae                                                       |
|            | |

|  | Gryllidae (grill)                               |
|  |                                                 |
|  | Gryllotalpidae, Mogoplistidae i Myrmecophilidae |
|  |                                                 |

| Grylloidea | \| \| Gryllidae (grill) \| \| \| \| \| \| Gryllotalpidae, Mogoplistidae i Myrmecophilidae \| \| \| \| |
|            | \| \| Gryllidae (grill) \| \| \| \| \| \| Gryllotalpidae, Mogoplistidae i Myrmecophilidae \| \| \| \| |
|            | Schizodactylidae (grills de potes aplanades)                                                          |
|            | |
|            | Gryllidae (grill)                                                                                     |
|            | |
|            | Gryllotalpidae, Mogoplistidae i Myrmecophilidae                                                       |
|            | |

|  | Gryllidae (grill)                               |
|  |                                                 |
|  | Gryllotalpidae, Mogoplistidae i Myrmecophilidae |
|  |                                                 |

| Grylloidea | \| \| Gryllidae (grill) \| \| \| \| \| \| Gryllotalpidae, Mogoplistidae i Myrmecophilidae \| \| \| \| |
|            | \| \| Gryllidae (grill) \| \| \| \| \| \| Gryllotalpidae, Mogoplistidae i Myrmecophilidae \| \| \| \| |
|            | Schizodactylidae (grills de potes aplanades)                                                          |
|            | |
|            | Gryllidae (grill)                                                                                     |
|            | |
|            | Gryllotalpidae, Mogoplistidae i Myrmecophilidae                                                       |
|            | |

|  | Gryllidae (grill)                               |
|  |                                                 |
|  | Gryllotalpidae, Mogoplistidae i Myrmecophilidae |
|  |                                                 |

La família Gryllidae inclou 13 subfamílies, una d'elles extinta:
- Subfamília Eneopterinae
- Subfamília Euscyrtinae
- Subfamília Gryllinae
- Subfamília Gryllomiminae
- Subfamília Gryllomorphinae
- Subfamília Gryllospeculinae †
- Subfamília Hapithinae
- Subfamília Itarinae
- Subfamília Landrevinae
- Subfamília Oecanthinae
- Subfamília Pentacentrinae
- Subfamília Podoscirtinae
- Subfamília Sclerogryllinae